# Donnie Smith
Donald W. "Donnie" Smith (Matthews, 7 december 1990) is een Amerikaans voetballer die bij voorkeur als vleugelspeler speelt. In 2013 tekende hij een contract bij New England Revolution uit de Major League Soccer.

## Clubcarrière
Smith werd als eenentwintigste gekozen in de MLS SuperDraft 2013 door New England Revolution. Zijn debuut maakte hij op 9 maart 2013 tegen Chicago Fire. Het was dat seizoen ook zijn enige optreden voor de club.